# Halve marathon van Egmond 1992
De halve marathon van Egmond 1992 vond plaats op zondag 12 januari 1992. Het was de twintigste editie van deze halve marathon. In totaal schreven 7800 atleten zich in voor de wedstrijd, hetgeen een record was. Sinds dit jaar maakte het evenement onderdeel uit van een landelijk loopcircuit, genaamd de Pickwick Run Classics.
De Keniaan Joseph Keino won de wedstrijd bij de mannen in 1:03.38. De overwinning bij de vrouwen ging naar de Hongaarse Heléna Barócsi, die in 1:12.17 over de streep kwam. Beide deelnemers hebben gemeen, dat ze vorig jaar de Dam tot Damloop wonnen.
Naast de wedstrijd over 21,1 km waren er ook twee trimlopen, namelijk over 3,3 km en 8 km.

## Uitslagen

### Mannen
| pos. | atleet               | land      | tijd    |
| ---- | -------------------- | --------- | ------- |
| 1    | Joseph Keino         | Kenia     | 1:03.38 |
| 2    | Tonnie Dirks         | Nederland | 1:03.42 |
| 3    | Bert van Vlaanderen  | Nederland | 1:04.10 |
| 4    | Zoltan Kaldy         | Hongarije | 1:04.20 |
| 5    | Miroslaw Golebiewski | Polen     | 1:04.35 |
| 6    | Samson Maritim       | Kenia     | 1:04.41 |
| 7    | John Vermeule        | Nederland | 1:04.54 |
| 8    | Marti ten Kate       | Nederland | 1:04.58 |
| 9    | Aart Stigter         | Nederland | 1:05.10 |
| 10   | Jacob Ngunzu         | Kenia     | 1:05.23 |
| 11   | Cor Lambregts        | Nederland | 1:05.51 |
| 12   | Alex Hagelsteens     | België    | 1:05.59 |
| 13   | Jan-Dirk Hazeleger   | Nederland | 1:06.05 |
| 14   | Prorokov             | Rusland   | 1:06.24 |
| 15   | Pavel Kryska         | Tsjechië  | 1:06.29 |

### Vrouwen
| pos. | atlete             | land      | tijd    |
| ---- | ------------------ | --------- | ------- |
| 1    | Heléna Barócsi     | Hongarije | 1:12.17 |
| 2    | Tegla Loroupe      | Kenia     | 1:12.27 |
| 3    | Sissel Grottenberg | Noorwegen | 1:14.57 |
| 4    | Galina Ikonnikova  | Rusland   | 1:15.19 |
| 5    | Ria Van Landeghem  | België    | 1:15.40 |
| 6    | Anna Rybicka       | Polen     | 1:16.15 |
| 7    | Kristijna Loonen   | Nederland | 1:16.18 |
| 8    | Floymo             | Noorwegen | 1:16.54 |
| 9    | Joke Kleijweg      | Nederland | 1:16.56 |
| 10   | Mieke Hombergen    | Nederland | 1:19.13 |

1973 ·
1974 ·
1975 ·
1976 ·
1977 ·
1978 ·
1979 ·
1980 ·
1981 ·
1982 ·
1983 ·
1984 ·
1985 ·
1986 ·
1987 ·
1988 ·
1989 ·
1990 ·
1991 ·
1992 ·
1993 ·
1994 ·
1995 ·
1996 ·
1997 ·
1998 ·
1999 ·
2000 ·
2001 ·
2002 ·
2003 ·
2004 ·
2005 ·
2006 ·
2007 ·
2008 ·
2009 ·
2010 ·
2011 ·
2012 ·
2013 ·
2014 ·
2015 ·
2016 ·
2017 ·
2018 ·
2019 ·
2020 ·
2021 ·
2022 ·
2023 ·
2024 ·
2025